# Base Tranquilidade
Base da Tranquilidade (em latim: Statio Tranquillitatis) é o local na Lua onde, em julho de 1969, humanos pousaram e caminharam em um corpo celeste diferente da Terra pela primeira vez. Em 20 de julho de 1969, os tripulantes da Apollo 11 Neil Armstrong e Buzz Aldrin pousaram seu Módulo Lunar Apollo Eagle às aproximadamente 20h17min40s UTC. Armstrong saiu da espaçonave seis horas e 39 minutos após o pouso, seguido 19 minutos depois por Aldrin. Os astronautas passaram duas horas e 31 minutos examinando e fotografando a superfície lunar, instalando vários pacotes de experimentos científicos e coletando 47,5 libra (massa)s (21,5 kg) de amostras de solo e rocha para retorno à Terra. Eles decolaram da superfície em 21 de julho às 17h54min UTC.
A Base da Tranquilidade foi nomeada por Aldrin e Armstrong, e anunciada pela primeira vez por Armstrong quando o Módulo Lunar Eagle pousou. Ela está localizada no canto sudoeste da planície lunar escura Mare Tranquillitatis ("Mar da Tranquilidade"). Os estados americanos da Califórnia e do Novo México registraram a Base da Tranquilidade como um sítio patrimonial associado a eles, mas o Texas, o National Park Service americano e a UNESCO recusaram-se a fazê-lo, devido à tecnicidade de que não está localizada dentro de suas fronteiras.

## Seleção do local
Por mais de dois anos, os planejadores da NASA consideraram uma coleção de 30 locais potenciais para o primeiro pouso tripulado. Baseando-se em fotografias de alta resolução tiradas pelas espaçonaves Lunar Orbiter, e fotos e dados coletados pelos módulos não tripulados do Programa Surveyor, esta lista foi reduzida a cinco locais situados próximos ao equador lunar. Eles variavam entre 45 graus leste e oeste, e 5 graus norte e sul do centro do lado da Lua voltado para a Terra. Foram numerados de 1 a 5, indo de leste para oeste. O local número 2, centrado em 0,7139, 23,70778, era o local do Mar da Tranquilidade finalmente escolhido. Como não se esperava um pouso de precisão na primeira missão, a área alvo era uma elipse medindo 11,5 milhas (18,5 km) leste-oeste por 3,0 milhas (4,8 km) norte-sul.
No pouso, uma combinação de impulso da pressão residual no túnel de acoplamento que conectava o Módulo Lunar com o módulo de comando Columbia em órbita, e um entendimento imperfeito do campo gravitacional irregular da Lua, resultou em erros de navegação que empurraram o ponto de iniciação da descida motorizada cerca de 3 milhas (4,8 km), e assim o local de pouso direcionado pelo computador cerca de 4 milhas (6,4 km), mais longe (oeste) do alvo planejado. O sistema de direcionamento automatizado estava levando o Eagle em direção ao que Armstrong descreveu como uma "cratera do tamanho de um campo de futebol americano, com um grande número de pedregulhos e rochas grandes por cerca de um ou dois diâmetros de cratera ao redor", que ele evitou assumindo controle manual e voando um pouco mais longe. O pouso ainda estava dentro da elipse alvo.

## Nome
Armstrong nomeou o local às 20h17min58s UTC, aproximadamente 18 segundos após seu pouso bem-sucedido com Aldrin, quando anunciou:
Houston, Base da Tranquilidade aqui. O Eagle pousou.

Durante o treinamento, Armstrong e Aldrin haviam usado exclusivamente o indicativo de chamada "Eagle" em conversas simuladas com o solo, tanto antes quanto depois do pouso. Armstrong e Aldrin decidiram usar "Base da Tranquilidade" pouco antes do voo, contando apenas ao Comunicador da cápsula Charles Duke antes da missão, para que Duke não fosse pego de surpresa.
O nome tornou-se uma designação permanente para o local. Embora o nome tenha sido designado pelos astronautas da Apollo, a União Astronômica Internacional reconhece oficialmente a designação "Base da Tranquilidade". Ela está listada nos mapas lunares como Statio Tranquillitatis, em conformidade com o uso padrão do latim para nomes de lugares lunares.

## Situação

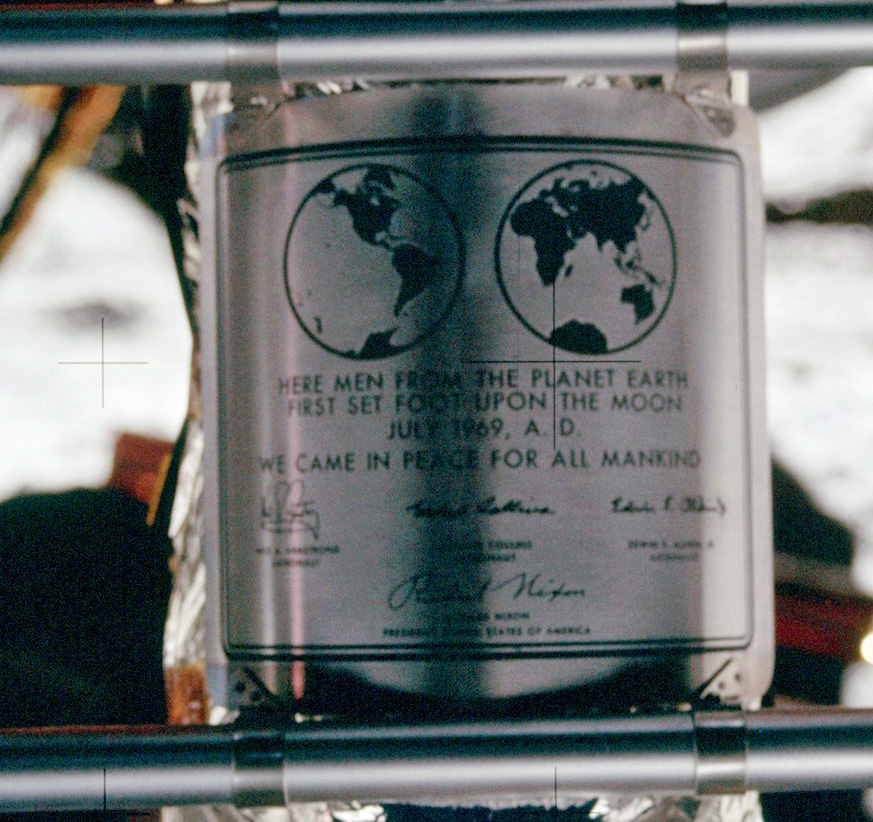
A placa deixada na Base da Tranquilidade no Estágio de Descida do Módulo Lunar que comemora o primeiro pouso lunar tripulado (fotografada por Neil Armstrong)

Cerca de 100 objetos artificiais, bem como pegadas deixadas por Armstrong e Aldrin, permanecem na Base da Tranquilidade, e Armstrong comentou que durante o lançamento do estágio de subida do Eagle ele pôde ver "Kapton e outras peças do ML espalhando-se por toda a área por grandes distâncias." O estágio de descida do Módulo Lunar permanece no ponto original de pouso. De acordo com Aldrin (com aparente confirmação das fotos posteriores do Lunar Reconnaissance Orbiter), a bandeira americana plantada no local durante sua caminhada lunar foi derrubada pelo escape do foguete de subida, mas permanece na superfície da Lua. Um refletor laser foi colocado no local para permitir medições precisas contínuas da distância da Terra à Lua. Um sismômetro alimentado por energia solar também foi deixado para medir terremotos lunares, mas parou de funcionar após 21 dias. Um disco contendo as mensagens de boa vontade da Apollo 11 foi deixado no local, e vários equipamentos que não eram mais necessários para a fase de retorno da missão—incluindo as botas de Aldrin—foram deixados para aliviar a espaçonave para o retorno à órbita lunar.
Como o local do primeiro pouso humano em um corpo extraterrestre, a Base da Tranquilidade tem significado cultural e histórico. Os estados americanos da Califórnia e do Novo México a incluíram em seus registros de patrimônio, uma vez que suas leis exigem apenas que os locais listados tenham alguma associação com o estado. O Texas não concedeu status similar ao local, apesar da localização do Controle da Missão em Houston, pois suas leis de preservação histórica limitam tais designações a propriedades localizadas dentro do estado. O National Park Service americano declinou conceder-lhe status de Marco Histórico Nacional para evitar violar a proibição do Tratado do Espaço Exterior de qualquer nação reivindicar soberania sobre qualquer corpo extraterrestre. Não foi proposto como Patrimônio Mundial uma vez que a UNESCO, que supervisiona esse programa, limita as nações a submeter locais dentro de suas próprias fronteiras.
O interesse em acordar alguma proteção formal ao local cresceu no início do século XXI com o anúncio do Google Lunar X Prize para corporações privadas construírem com sucesso espaçonaves e alcançarem a Lua; um bônus de $1 milhão foi oferecido para qualquer competidor que visitasse um local histórico na Lua. Uma equipe, liderada pela Astrobotic Technology, anunciou que tentaria pousar uma espaçonave na Base da Tranquilidade. Embora tenha cancelado esses planos, a controvérsia resultante levou a NASA a solicitar que quaisquer outras missões à Lua, privadas ou governamentais, humanas ou robóticas, mantivessem uma distância de pelo menos 75 metros (250 pé) do local.
Em 2020, o One Small Step to Protect Human Heritage in Space Act foi promulgado, protegendo a Base da Tranquilidade e outros locais de pouso da Apollo de danos causados por atividade espacial licenciada pelos EUA.

## Galeria

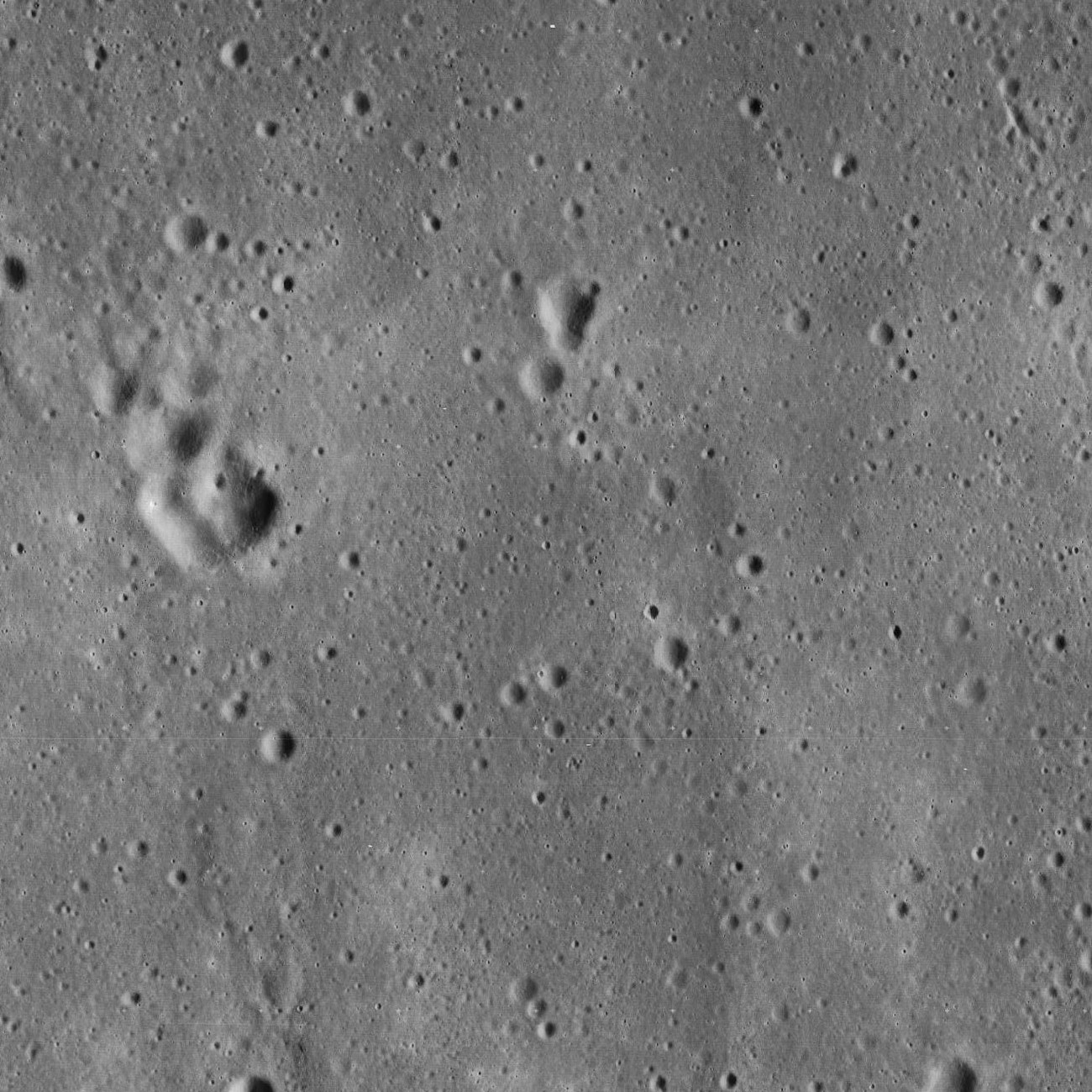
Imagem do Lunar Orbiter 5 de 1967, cortada para mostrar as proximidades do local de pouso da Apollo 11, usada no planejamento da missão. A imagem está centrada precisamente em uma pequena cratera chamada cratera West (190 m de diâmetro), e o Módulo Lunar Eagle tocou o solo cerca de 550 m a oeste da cratera West. A área mostrada tem aproximadamente 25 km × 25 km.
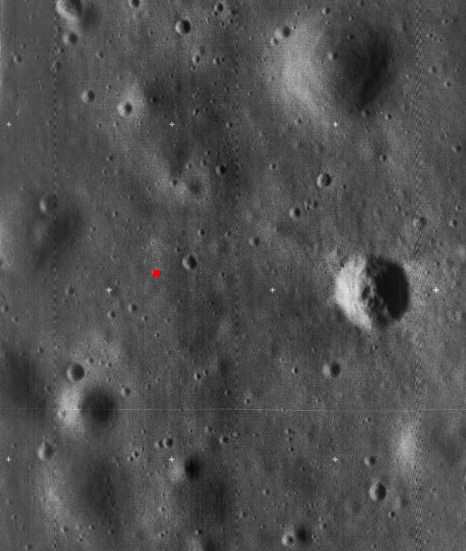
Imagem de alta resolução do Lunar Orbiter 5 cortada para mostrar o local de pouso da Apollo 11. O local de pouso é indicado por um ponto vermelho. A cratera proeminente à direita é chamada cratera West e tem cerca de 190 m de diâmetro.
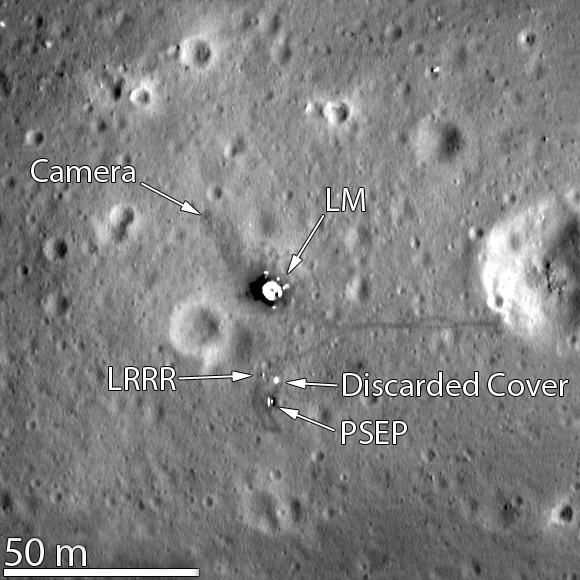
Foto do Lunar Reconnaissance Orbiter tirada em 7 de março de 2012. O estágio de descida do Módulo Lunar, Retrorefletor de Alcance Laser, e Pacote de Experimentos Científicos Iniciais da Apollo podem ser claramente vistos. As crateras Little West (à direita) e Double (esquerda do ML) também são mostradas.
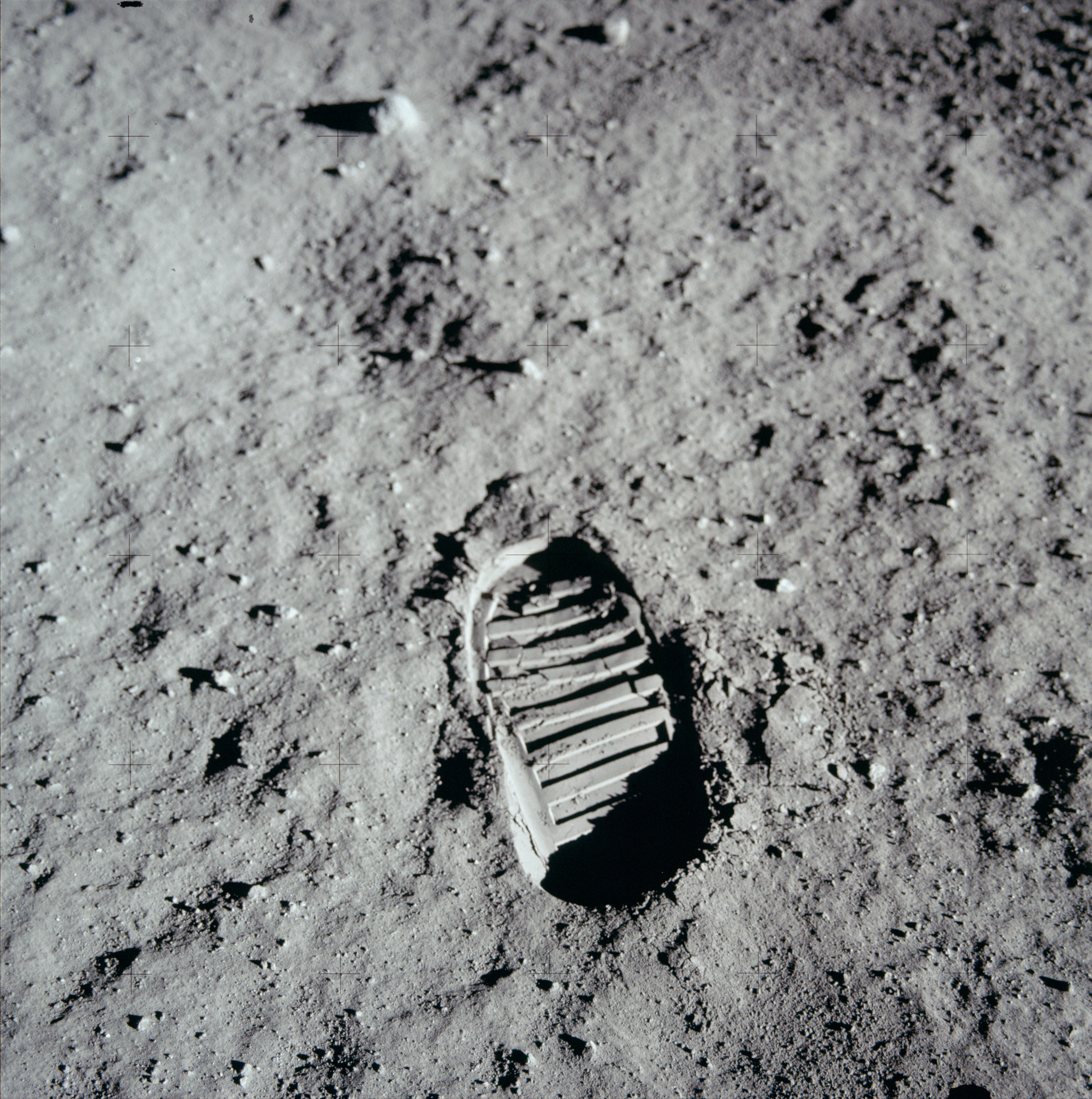
Pegada de Buzz Aldrin na Base da Tranquilidade (fotografia de Aldrin)
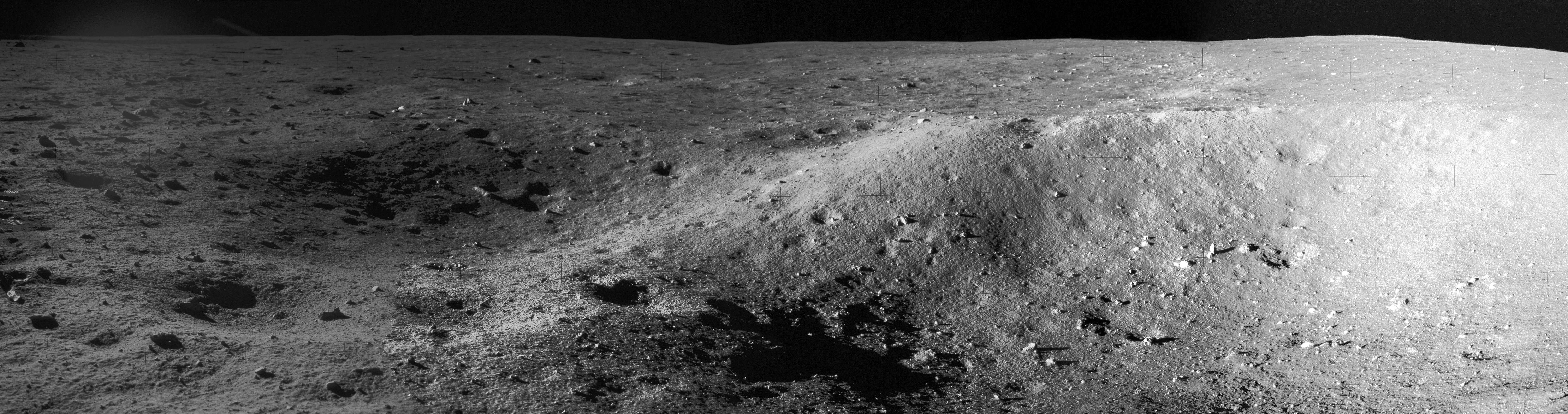
Imagem composta da cratera Double, a alguns metros do Eagle. Fotos de Aldrin.
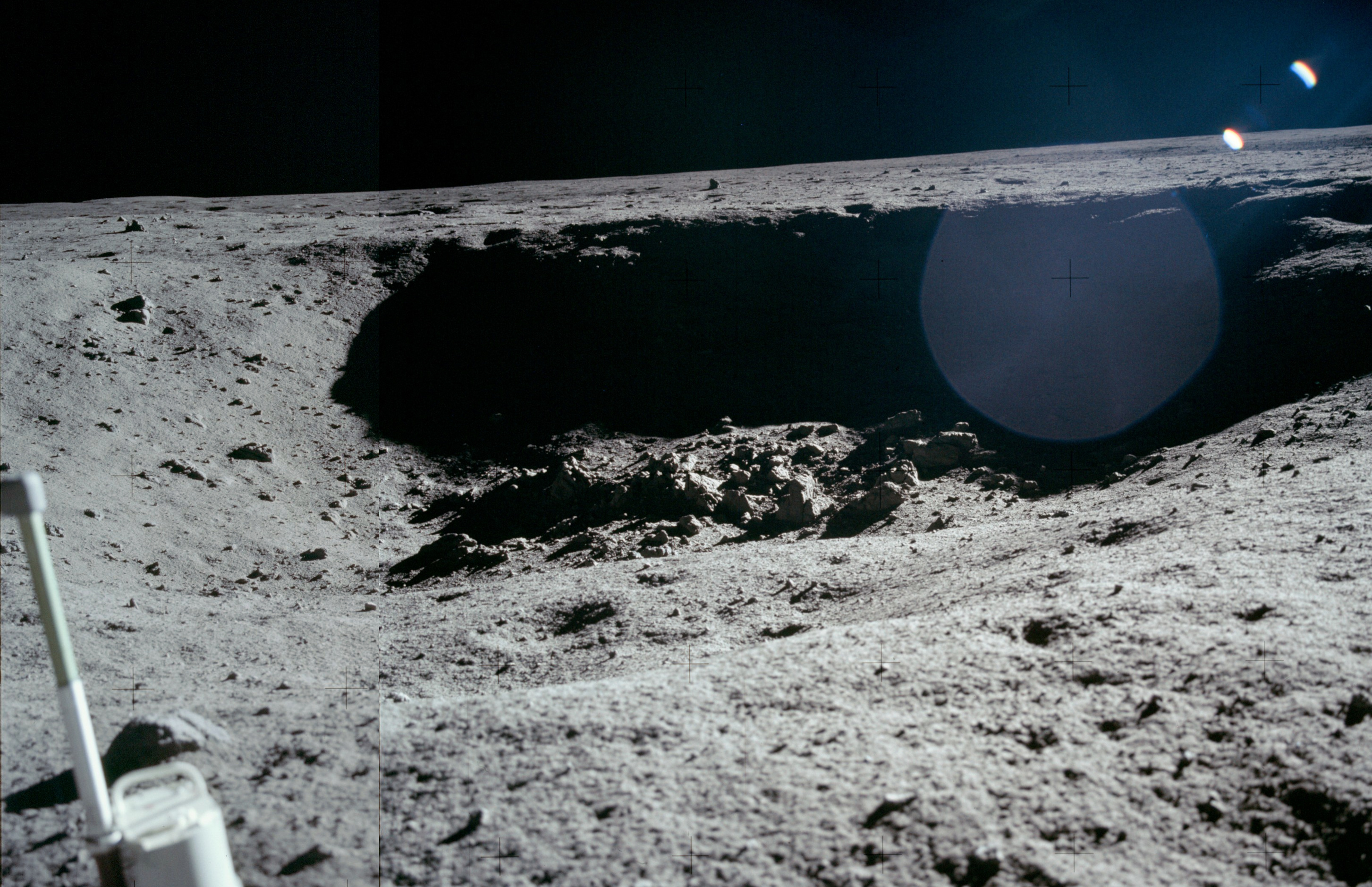
Imagem composta da cratera Little West, aprox. 60 metros do Eagle. Fotos de Armstrong.
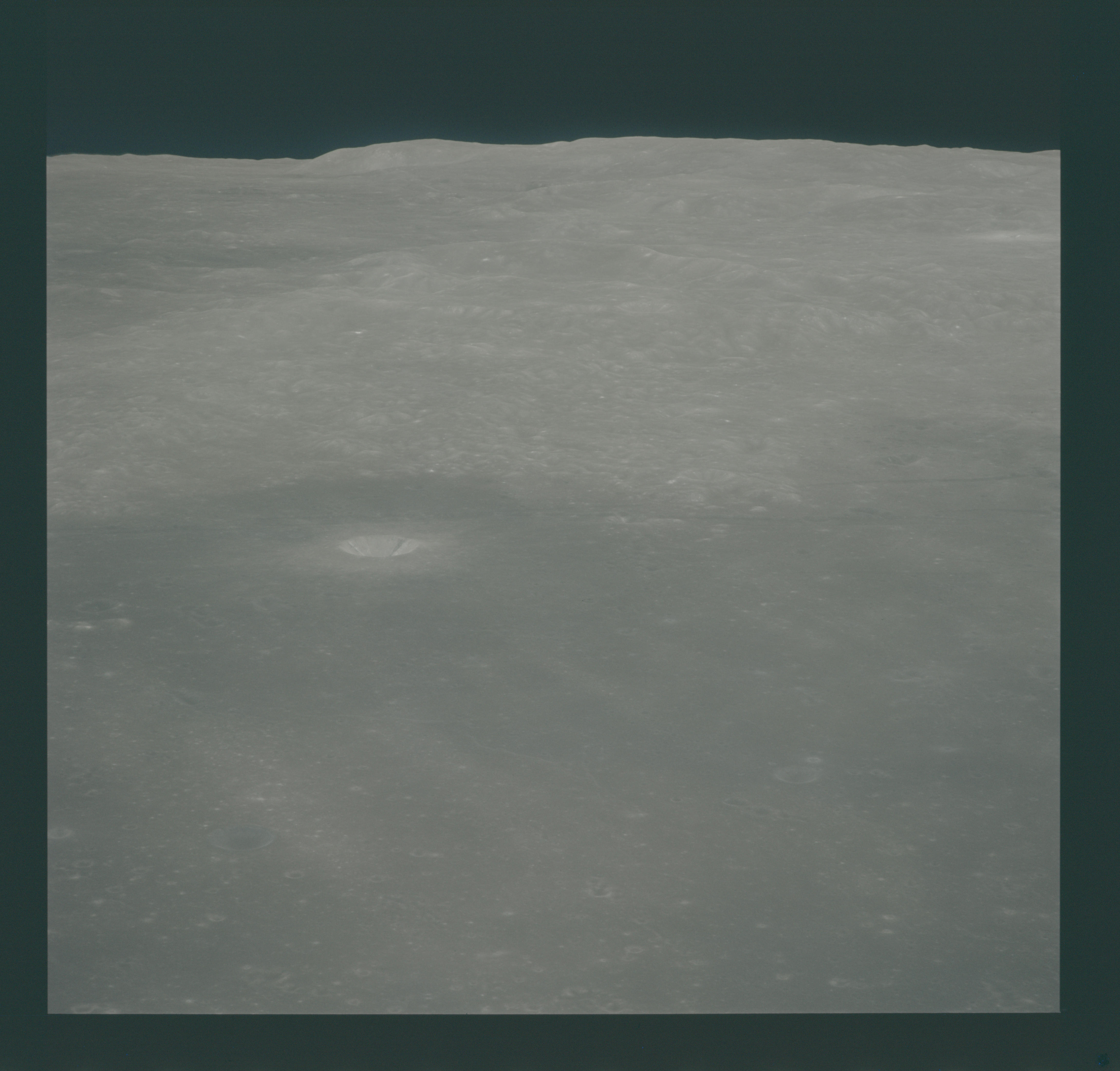
Foto orbital da Apollo 15 mostrando o local de pouso logo abaixo do centro. A cratera brilhante é Moltke.

## Na cultura popular
A Base da Tranquilidade foi retratada em muitos livros, filmes e programas de televisão, como no romance de 1996 The Tranquillity Alternative de Allen Steele, na minissérie de 1998 From the Earth to the Moon, na série de 2015 The Astronaut Wives Club, e no filme de 2018 First Man.
A Base da Tranquilidade é referenciada em "Boat on the River" (". . . todas as estradas levam à Base da Tranquilidade...") da banda de rock americana Styx, do álbum de 1979 Cornerstone.
A Base da Tranquilidade é referenciada no álbum de 2018 da banda de indie rock Arctic Monkeys, Tranquility Base Hotel & Casino, como a localização de um hotel e cassino.